# رانجان غوش
رانجان غوش (بالإنجليزية: Ranjan Ghosh)‏ هو مؤلف وكاتب سيناريو ومخرج هندي، ولد في 8 يناير 1983 في كلكتا في الهند.

## وصلات خارجية
- رانجان غوش على موقع IMDb (الإنجليزية)
- رانجان غوش على موقع قاعدة بيانات الفيلم (الإنجليزية)
- رانجان غوش على موقع كينوبويسك (الروسية)